# Recoropha pallidior
Recoropha pallidior là một loài bướm đêm trong họ Noctuidae.